# Красолика
Красолика (лат. Erigeron annuus (L.) Perss.) је једногодишња биљка из фамилије Asteraceae (некадашњи назив фамилије Compositae). Биљка се у литератури може пронаћи и под називом Stenactis annua Cass. што је стари званичан назив за ову врсту. Српски назив красолика добила је по врсти из исте породице на коју веома подсећа – красуљку (Bellis perennis L.). Биљка је сврстана на листу инвазивних врста Републике Србије као веома инвазивна.

## Опис
Корен је код ове врсте као и код већине других дикотила вретенаст. Како је биљка једногодишња корен се не одликује метаморфозама и претераном развијеношћу. 
На плану других вегетативних органа красолика одликује се изданком високим и до 100 до 150 сантиметара који је длакав, усправан и гранат само у горњем делу. Листови изданка се могу разликовати у завиности од положаја на стаблу – те су листови при дну изданка на дршкама и лопатичасти до јајасти, а они при врху изданка копљасти и више мање седећи. Листови су искључиво наизменично распоређени. 
Цветови ове врсте су или само женски или двополни организовани у главичасте цвасти (лат. capitulum). У главици постоје два типа цветова – језичасти (бели) и цевасти (жути). Бели, језичасти цветови се налазе по ободу, искључиво су женски и имати варијацију у бојама од беличасте до плаво-беле. Плод код ове врсте је као и код свих других биљака из фамилије главочика ахенија, која је долкована постојањем папуса који је са становишта морфологије постфлорално заостала чашица. 

## Распрострањење
Цвета од јула до септембра и опрашује инсектима (ентомофилија). Плод биљка доноси од јула до октобра а плодови се због постојања папуса разносе ветром (анемохорија). 
Биљка је донета са подручја Северне Америке (Канаде и САД) као декоративна. Прво бележење ове врсте било је око 1700. године где је њено постојање описано по баштама у Бечу. Поред Европе биљка се гајила и у баштама у Кини и Јапану. Врста је спонтано кренула да се шири захваљујући ефикасној анемохорији.

## Биологија
„Првенац“ на местима која су претрпела неку наглу промену узроковану најчешће разним антропогеним факторима.
Примерцима ове врсте није посебно битнан тип земљишта на ком расту, те се јављају и на „сиромашним“ типовима земљишта што је један од фактора који су условили инвазино понашање ове врсте. На подручју Војводине ова биљка се спонтано шири. Истраживања вршена на пољу Македоније показују да ова биљка (због своје способности да се спонтано веома брзо шири) добија инвазиван карактер. 

## Станиште
На подручју Републике Србије красолика расте у литоралној зони површинских вода, поред река, по проређеним врбацима, прогалама мезофилних шума, у шума пањачама и на вештачки подигнутим шумама. Одбегли примерци су се спонтано ширили и посебно размножили на погодним типовима станишта. Биљка је пратилац дрвенасте вегетације – шикара врбе (Salix) и шикара багремца (Amorpha fruticosa). Јавља се и око листопадних шума јасеново-јовине шуме (Fraxinus-Alnus) и храстово-брестово-јасенове шуме дуж река. 